# Vyšné Opátske
Vyšné Opátske (em húngaro: Szilvásapáti) é um bairro de Košice, a segunda maior cidade da Eslováquia. Está situado no distrito de Košice IV, na região de Košice. Tem 4,19 km² de área e sua população em 2018 foi estimada em 2.584 habitantes.